# Vat
Vát (izvirno angleško watt, oznaka W) je izpeljana enota SI za moč, toplotni tok, svetlobni tok in druge oblike energijskega toka. 1 W je enak 1 J/s, kar pri električnih enotah ustreza 1 V·A. V praksi se bolj pogosto uporablja: kilovat (1 kW = 1000 W) za moči električnih naprav oz. strojev in megavat (1 MW = 1.000.000 W), ki se tradicionalno največ uporablja v elektro in daljinski energetiki, redkeje se uporablja še gigavat (1 GW = 1.000.000.000 W) za navajanje moči velikih energetskih sistemov. 
Enota kW nadomešča zastarelo in zakonsko prepovedano enoto konjska moč, ki vztraja še v letalstvu in avtomobilizmu, pri katerem je 1 kW = 1,34 KM oz. 1 KM je približno 3/4 kW. 

Pri izmeničnem električnem toku z vati izražamo samo delovno moč na porabniku. V tem primeru moramo ločiti vat od VA (za izražanje navidezne moči) in VAr (za izražanje jalove moči).
Enota nosi ime po škotskem inženirju Jamesu Wattu v spomin na njegove zasluge pri razvoju parnega stroja.
Šteje se, da lahko športnik razvije trajno moč okoli 250 W, konjska moč (približno 745 W) pa naj bi ustrezala trajni moči konj.

## Izpeljava enote [ W ]
Izpeljava enote za moč sledi iz osnovnih enot (kilogram, meter in sekunda) in sosledja fizikalnih pojmov.
Iščemo enoto za moč: povprečno delo opravljeno v času, {\displaystyle P=A/t}. Pripravimo potrebne delne enote:
{\displaystyle A=F*s} 

(delo: A) je (sila: F) krat (pot: s)
 
enota: [N*m] (Newton * meter) = [J] Joule
{\displaystyle F=m*a} 

(sila: F) je (masa) krat (pospešek:a)
 
enota: [N] = [kg*m/s2] (kilogram * meter / sekunda na kvadrat) ali (kilogram meter sekunda na minus drugo)
Izpisana enota za delo je torej: [J] = [N*m] = [kg * m2 / s2 ] (kilogram * meter na kvadrat / sekunda na kvadrat) 
ali [kg * m2 s-2] (kilogram meter na kvadrat sekunda na minus drugo)
Končno sledi:
{\displaystyle P=A/t} 

(moč:P) je (delo:A) na (čas:t)
 
enota: [W] = [J/s] = [N*m/s] (Newton * meter na sekundo) = [kg*m2/s2] / [ s ] 
torej:
[W]= [ kg*m2 / s3] (kilogram * meter na kvadrat / sekundo na tri) ali

[W]= [ kg*m2 * s-3] (kilogram meter na kvadrat sekunda na minus tretjo)